# グロリアス 世界を動かした女たち
『グロリアス 世界を動かした女たち』（グロリアス せかいをうごかしたおんなたち、The Glorias）は2020年のアメリカ合衆国の伝記映画。監督はジュリー・テイモア、出演はジュリアン・ムーアとアリシア・ヴィキャンデルなど。本作はグロリア・スタイネムが2015年に上梓した自伝『My Life on the Road』を原作としている。

## 概要
グロリア・スタイネムは合衆国のフェミニズムを語る上で欠くことのできない存在である。1963年、スタイネムはプレイボーイクラブで働く女性たちに対する性的搾取を告発する記事を発表した。スタイネム自らクラブでバニーとして働くという潜入取材の手法を採ったこともあり、その記事は世間から大いに注目された。これ以降、スタイネムは本格的に女性解放運動に携わることになり、運動家としても卓越した手腕を発揮していった。
本作はそんな彼女の生涯を子供時代から描き出していく。

## ストーリー
女性解放をテーマとした世界初の雑誌「Ms(ミズ)」を創刊したグロリア・スタイネムは、現在も旅を続ける女性である。列車や長距離バスで旅をしながら、若かりし頃の自分に対峙していく壮年のグロリア。
幼い頃からグロリアは、優しいがお調子者の行商人である父に連れ回されていた。食い詰めた結果、母親と二人で壊れかけた母の実家に住む羽目となるグロリア。母親は、結婚前は新聞社で記事を書いた才女だったが、精神を病み，少女時代のグロリアは母の看病に明け暮れた。
大学時代には奨学金でインドに留学し、差別に苦しむ低カーストの女性たちを目の当たりにするグロリア。帰国して出版社に勤めたが、女性にはお茶汲みかファッションの担当しか仕事が無かった。バニーガールとしてプレイボーイクラブで働き、潜入記事で名を馳せるグロリア。だが、次はポルノ女優だと男性記者に揶揄され、後味の悪い仕事となった。
公民権運動に参加し、女性差別、黒人差別、先住民の人権問題にも目を向けて行くグロリア。雑誌社を退職し、活動家の道に進んだグロリアは、多くの女性活動家と共に世の不正を糾弾した。そして、その活動を正しく掲載する雑誌として、Mrs.(ミセス)でもMiss.(ミス)でもない、女性を表す「Ms(ミズ)」をタイトルとした雑誌を創刊した。
Ms.(ミズ)は女性を表す公用語となり、グロリアは議会選挙に立候補する初の女性候補ベラ・アブザッグにも協力した。若い頃に中絶経験のあるグロリアは、中絶禁止法の廃絶にも力を注ぎ、アメリカの人権意識の向上に多大な影響を及ぼした。提案の全てが可決された訳ではなく、反対意見も根強いが、グロリアは全国を周って公演を続け、無くならない差別と戦い続ける。

## キャスト
- 40歳以降のグロリア・スタイネム：ジュリアン・ムーア
  - 20歳から40歳までのグロリア・スタイネム：アリシア・ヴィキャンデル
  - ティーン時代のグロリア・スタイネム：ルールー・ウィルソン
  - 子供時代のグロリア・スタイネム：ライアン・キーラ・アームストロング
- ドロシー・ピットマン・ヒューズ：ジャネール・モネイ
- ベラ・アブズグ：ベット・ミドラー
- レオ・スタイネム：ティモシー・ハットン
- フローリンス・ケネディ：ロレイン・トゥーサント
- ルース：エニド・グレアム
- ウィルマ・マンキラー：キンバリー・ゲレーロ
- ドロレス・ウエルタ：モニカ・サンチェス
- バーバラ・ジョーダン：マーゴ・ムーラー
- インタビュアー：ジェイ・ヒューグリー

## 製作
2018年10月、ジュリー・テイモアがグロリア・スタイネムの伝記映画を監督することになり、ジュリアン・ムーアとアリシア・ヴィキャンデルの出演も決まった。11月1日、ベット・ミドラーの起用が発表された。13日、ルールー・ウィルソンが本作に出演することになったとの報道があった。12月10日、ジャネール・モネイの出演が決まったと報じられた。2019年1月、ティモシー・ハットンとロレイン・トゥーサントがキャスト入りした

### 撮影・音楽
2018年10月29日、エリオット・ゴールデンサールが本作で使用される楽曲を手がけるとの報道があった。2019年1月、本作の主要撮影がジョージア州サバンナで始まった。2020年10月2日、ツァラトゥストラ・ミュージックが本作のサウンドトラックを発売した。

## 公開・マーケティング
2020年1月26日、本作はサンダンス映画祭でプレミア上映された。2月13日、ロードサイド・アトラクションズとLDエンターテインメントが本作の全米配給権を獲得したと報じられた。9月3日、本作のオフィシャル・トレイラーが公開された。

## 評価
本作は批評家から好意的に評価されている。映画批評集積サイトのRotten Tomatoesには120件のレビューがあり、批評家支持率は68%、平均点は10点満点で6.4点となっている。サイト側による批評家の見解の要約は「出来映えに斑があるのは否めないが、それでも魅力的な作品である。『グロリアス 世界を動かした女たち』はグロリア・スタイネムの開拓者精神を十分に捉えきれなかった。しかし、フェミニズム史に大きな足跡を残した彼女の功績を讃えるには十分な出来であろう。」となっている。また、Metacriticには29件のレビューがあり、加重平均値は58/100となっている。